# Noci
Noci é uma comuna italiana da região da Puglia, província de Bari, com cerca de 19.555 habitantes. Estende-se por uma área de 148 km², tendo uma densidade populacional de 132 hab/km². Faz fronteira com Alberobello, Castellana Grotte, Gioia del Colle, Mottola (TA), Putignano.

## Demografia
| Variação demográfica do município entre 1861 e 2011                               |
|                                                                                   |
| Fonte: Istituto Nazionale di Statistica (ISTAT) - Elaboração gráfica da Wikipedia |